# 4c (Magazin)
4c – Magazin für Druck & Design (kurz: 4c) war eine österreichische Fachzeitschrift, die als Branchenmagazin für das grafische Gewerbe speziell auf die Bereiche Druck, Design und Verpackung ausgerichtet ist. 4c richtete sich an „Entscheidungsträger“, d. h. an Führungskräfte im kaufmännischen und kreativen Bereich von österreichischen Druckereien, Werbeagenturen und Vorstufenbetrieben.
Das Magazin 4c erschien von Februar 2006 bis Juni 2017 sechsmal jährlich, alle zwei Monate. Außerdem erschien zweimal jährlich 4c Packaging als spezielles Magazin für Verpackung.
Zielgruppe waren Führungskräfte in (österreichischen) Druckereien und der Papierindustrie sowie Grafiker, Werbeagenturen, Verlage und die 250 größten Unternehmen Österreichs. Die Verbreitung erfolgte durch Zielgruppenversand, Verteilung bei bedeutenden in- und ausländischen Fachmessen sowie durch Abonnements. Bei geeigneten Sonderthemen erfolgt eine branchenspezifisch und regional abgestimmte zusätzliche Verbreitung.
4c wird unter der Bezeichnung 4c : Magazin für Druck, Design und Verpackung im Bestand von mehreren öffentlichen Bibliotheken in Österreich und Deutschland geführt.
Als „Service- und Branchenmagazin“ befasste 4c sich „mit dem gesamten Produktionsbereich der Printherstellung, vom Design über die Vorstufe bis zum Druck“. 4c war „von Wirtschaft über Recht bis zur Technik“ in fünf große Blattteile gegliedert: Business, Karriere, Design, Tools und Druck.
4c und 4c Packaging erschienen in dem in Innsbruck ansässigen Industriemagazin Verlag, der sich auf Fachmedien spezialisiert hat. Eine frei verfügbare Online-Ausgabe des Magazins trat unter dem Kurztitel 4c auf und enthielt vor allem ausgewählte, teils gekürzte Inhalte der Druckausgabe. Eine digitale Vollversion der Druckausgaben wurde als E-Paper im Abonnement angeboten.
Nach Verlagsangaben war 4c „Österreichs größtes Magazin für Druck & Design“.